# Brachyuromys ramirohitra
Brachyuromys ramirohitra е вид гризач от семейство Мишкови (Muridae). Видът не е застрашен от изчезване.

## Разпространение
Разпространен е в Мадагаскар.

## Описание
На дължина достигат до 16,3 cm, а теглото им е около 92,3 g.